# Блонц, Александр
Александр Блонц (норв. Alexandre Christoffersen Blonz; род. 17 апреля 2000, Кламар) — норвежский гандболист, выступает за гандбольный клуб «ГОГ» и сборную Норвегии по гандболу. Серебряный призёр чемпионата мира 2019 года, бронзовый призёр чемпионата Европы 2020 года. Участник летних Олимпийских игр 2024 года.

## Карьера

### Клубная
Александр Блонц с 2016 года играл за первый состав норвежского клуба «Викинг Ставангер». В сезоне 2017/18 годов Блонц внёс свой вклад в возвращение команлы в 1-й дивизион, забив 103 гола в 23 матчах. В сезоне 2018/19 годов Александр стал лучшим бомбардиром лиги, забив 124 гола в 22 матчах.
В 2019 году игрок перешёл в другой норвежский клуб «Эльверум», с которым становился чемпионом Норвегии в 2020 и 2021 годах, а также обладателем Кубка в 2020 году. В Лиге чемпионов 2019/20 и 2020/21 годов норвежцы не смогли преодолеть групповой этап.
В 2021 году подписал контракт с чемпионом Венгрии «Пиком». Вместе с этой командой выиграл чемпионат Венгрии в 2022 году. В сезоне 2023/24 годов перешёл в датский «ГОГ».

### Международная карьера в сборной
В составе сборной Норвегии Блонц дебютировал 3 января 2019 года в матче против Исландии.
Свой первый турнир Блонц провёл на чемпионате мира 2019 года, где стал серебряным медалистом, был первым гандболистом 2000 года, сыгравшим в финале чемпионата мира. Год спустя завоевал бронзовую медаль на чемпионате Европы.
В августе 2024 года был включён в состав Норвегии на Олимпийский турнир по гандболу. Сборная Норвегии уступила в четвертьфинале сборной Словении 28:33 и игроки сборной завершили участие в турнире.

## Личная жизнь
У Александра Блонца, отец — француз, а мать — норвежка, познакомились во время учебы в Париже. Александр родился в Кламаре, но не изучал французский до начальной школы, так как дома говорили на норвежском и английском языках. Семья переехала в Ставангер, когда он был еще ребенком. Гандболист носит номер 71 в честь своего деда, умершего в возрасте 71 года.